# Литовський провулок (Київ)
Лито́вський прову́лок — провулок у Голосіївському районі міста Києва, місцевість Саперна слобідка. Пролягає від Саперно-Слобідської до Феодосійської вулиці.
Прилучається Свалявський провулок.

## Історія

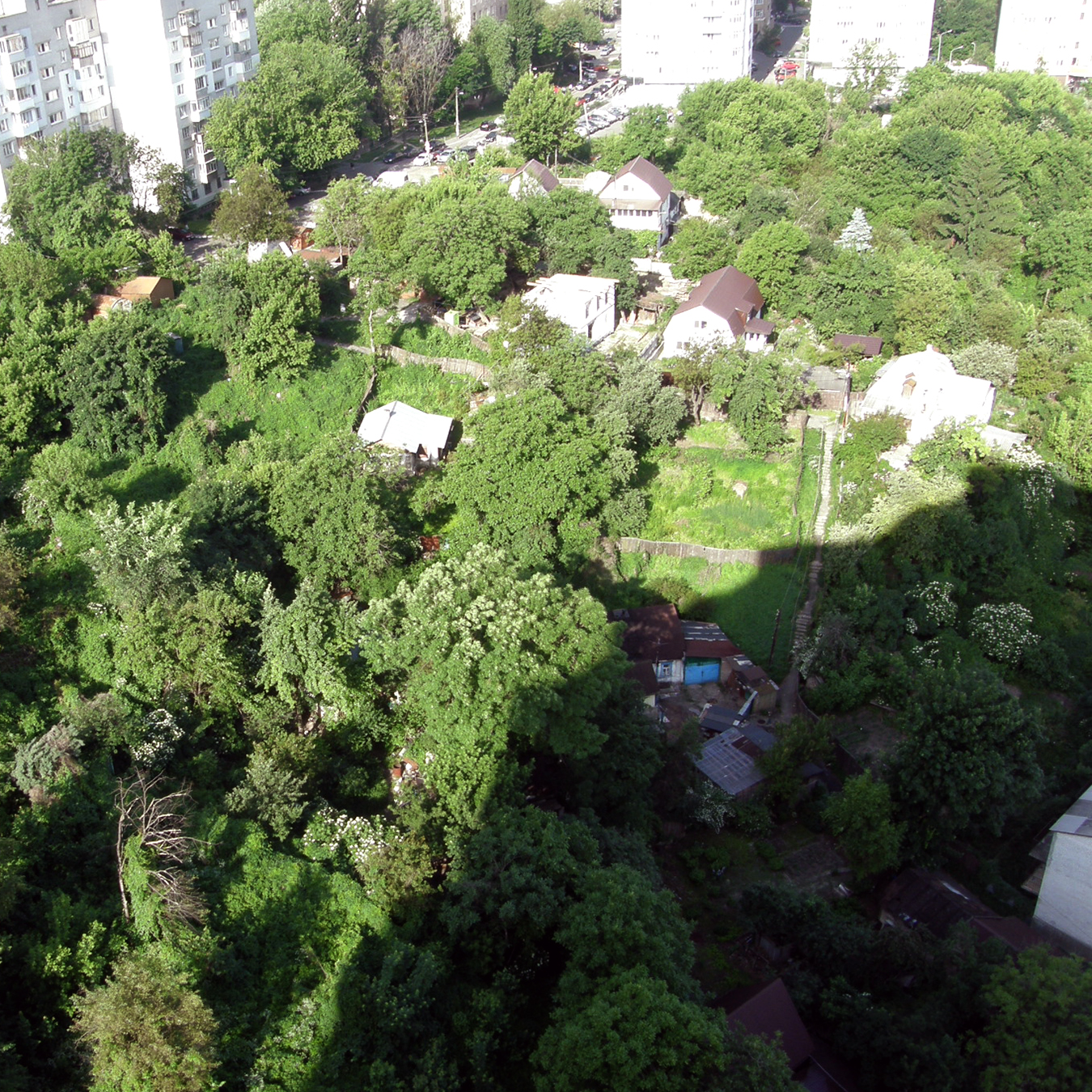
забудова провулку

Виник у 40-х роках XX століття під назвою Федорівський провулок. Сучасна назва - з 1955 року. 
До початку 1980-х років поруч існувала також Литовська вулиця, що була ліквідована при зміні забудови.
Литовський провулок має доволі значний ухил і у середній частині він являє собою сходи.